# Campeonato Sul-Americano de Rugby Union
O Campeonato Sul-Americano de Rugby é disputado desde 1951, sendo atualmente organizado pela Sudamérica Rugby (antiga CONSUR). Atualmente possui três divisões, anteriormente nomeadas como Divisões A, B e C e que passaram por reformulação estrutural em 2018.
A Argentina é recordista de conquistas no Sul-Americano deste esporte. Devido à superioridade no continente, desde 2004 os argentinos disputam este campeonato com sua segunda seleção (Los Jaguares) no lugar da principal (Los Pumas), com exceção feita nos torneios de 2014 e 2015 (na disputa da Copa CONSUR/Sudamérica Rugby Cup).

## Divisão principal
A principal categoria do rugby sul-americano, entre seleções, passou por mudanças ao longo de sua história. Convém mencionar:
- entre 1951 e 1998, o Campeonato Sul-Americano de Rugby foi disputado em formato de divisão única.
- a partir da edição de 2000, adotou-se o sistema de divisões com acesso e descenso.
- em 2018, iniciou-se uma nova mudança no campeonato, porém sem acesso e descenso entre as divisões.

### Torneio Seis Nações A
Para 2018, a Sudamérica Rugby reformulou novamente o modelo para a disputa da divisão principal de sua competição local, cujo campeonato recebeu o nome de Torneio Seis Nações A. A contagem de suas edições prosseguiu a mesma, desde o primeiro torneio realizado em 1951.
Neste novo panorama, os seis países participantes foram divididos em duas Conferências, cujas nações integrantes estiveram nelas dispostas de acordo com suas localizações no continente em 2018 (o grupo Leste teve Argentina, Colômbia e Chile; enquanto o Oeste contou com Brasil, Uruguai e Paraguai). As partidas foram disputadas entre as conferências (e não dentro delas), sendo campeão o selecionado que fizesse mais pontos ao final das três rodadas. A seleção campeã foi a brasileira (após ter derrotado a Colômbia), perfazendo uma campanha perfeita (três vitórias nas três partidas disputadas).
Para 2019, o formato de conferências foi mantido, alterando as suas nomeações e integrantes. Em 2020, por conta da pandemia de COVID-19 e não contando com as seleções colombiana e paraguaia, o torneio foi realizado em outubro com sede fixa em Montevidéu com suas partidas disputadas no Estádio Charrua, sendo o mesmo nomeado provisoriamente de Quatro Nações. Esta edição em particular não valeu pontos para o ranking da World Rugby.

### Copa CONSUR / Sudamérica Rugby Cup (2014 a 2017)
A partir de 2014, a CONSUR (atual SAR) adotou uma mudança na fórmula de disputa de seu campeonato regional. As seleções de Brasil, Chile e Paraguai jogariam entre si a primeira fase da competição, na qual as duas primeiras passariam à segunda fase onde enfrentariam a Argentina.
Esta segunda fase recebeu o nome de Copa CONSUR (rebatizada de Sudamérica Rugby Cup em 2016 e 2017) e seria disputada sempre no ano seguinte à realização da fase inicial do torneio continental anterior. O vencedor desta fase seria aclamado campeão deste novo torneio, enquanto que o campeão do sul-americano seria a equipe que terminasse à frente na primeira fase do mesmo.
Em suas duas edições iniciais, a Argentina se fez presente com sua equipe principal, enquanto que nas duas últimas jogou com seu selecionado secundário (Argentina XV).

## Divisão B
O segundo agrupamento de seleções também mudará a partir de 2018, com a criação do Torneio Quatro Nações B. 
Em 2018, as seleções participantes seriam Venezuela, Peru e os melhores colocados nas duas últimas edições da Divisão C (2016 e 2017), sendo eles Guatemala e Costa Rica. Contudo, os venezuelanos acabaram desistindo da disputa, por não conseguirem os vistos para a viagem de sua equipe. Desta maneira, os três participantes se enfrentaram em turno único e a equipe com maior número de pontos, ao final das três rodadas, foi declarada campeã (sendo esta a seleção peruana).
A relação dos campeonatos da Divisão B seguem-se abaixo.

## Divisão C
O terceiro agrupamento de seleções também mudou a partir de 2018, com a criação do Torneio Quatro Nações C. Entretanto, com a desistência de um dos participantes, a competição recebeu o nome de Torneio Centro-americano C no referido ano.
Para a edição de 2018, as seleções participantes foram provenientes de uma média ponderada, a partir das disputas da Divisão C anteriores, sendo elas Panamá, Honduras e El Salvador. A Nicarágua, listada anteriormente como participante, declinou da disputa. Todos se enfrentaram em turno único e a equipe com maior número de pontos foi declarada campeã.
Os resultados deste agrupamento seguem-se abaixo.